# نيكو نالديني
دومينيكو نالديني (1 مارس 1929 - 9 سبتمبر 2020)، هو كاتب روائي وشاعر ومخرج سينمائي إيطالي.
ولد نالديني في كاسارسا ديلا ديليزيا، بوردينوني يوم 1 مارس 1929. كان محاضرًا وأستاذًا في جامعة ترينتو وأستاذ الأدب الإيطالي بجامعة تونس. يتضمن عمله تعميم الأدب والثقافة الإيطالية في جميع أنحاء العالم.
توفي نالديني في مدينة تريفيزو في 9 سبتمبر 2020، عن عمر يناهز 91 عامًا.

## روابط خارجية
- نيكو نالديني في قاعدة بيانات الأفلام على الإنترنت